# أعمدة المجتمع
أعمدة المجتمع (بالنرويجية: Samfundets støtter‏) مسرحية من تأليف الكاتب المسرحي النرويجي هنريك إبسن، خطَّط إبسن لكتابة المسرحية في 1869، لكنَّه لم يبدأ كتابتها إلا في أكتوبر من العام 1875 عندما كان في ميونخ، وأنهى كتابتها في صيف 1877. طُبِعت المسرحية للمرة الأولى في 11 أكتوبر من العام 1877 في كوبنهاغن، وأوَّل عرض لها في 14 نوفمبر من نفس العام في «مسرح أودنسه» (Odense Teater)، وعُرِضت مرةً أخرى في 18 نوفمبر في «المسرح الدنماركي الملكي» (Det Kongelige Teater). وأوَّل عرض في النرويج تمَّ في 30 نوفمبر في «المسرح الوطني النرويجي» (Den Nationale Scene). تُرجمت المسرحية إلى الألمانية فور ظهورها، ولقيت استحساناً من القراء الألمان.
تدور المسرحية حول غطاء المُثُل والتقاليد المُزيَّف، الذي يغلِّف المجتمع بمجموعة من الأكاذيب التقليدية، وتسعى المسرحية إلى الكشف عن نفاق القادة السياسيين واستغلالهم لجهل العامة، وتخلص المسرحية إلى نتيجة أنَّ الأشخاص البارزين والمشهورين ليسوا الركائز الحقيقية للمجتمع، وإنَّما قيم الحرية والصدق. وقد تكرَّرت المواضيع التي تناولتها هذه المسرحية في كثير من الأعمال اللاحقة لإبسن.
المسرحية لا تعدُّ أفضل أعماله، وواجه إبسن عدداً من المشاكل في كتابة النص، والنهاية هي الجزء الأكثر انتقاداً من قبل النقاد.

## وصلات خارجية
- أعمدة المجتمع (Samfundets støtter)، على مشروع جوتنبرج.(بالنرويجية)
- أعمدة المجتمع (Samfundets støtter)، على ليبري فوكس.(بالنرويجية)